# Света Ана (община)
Община Света Ана (словен. Občina Sveta Ana) — одна з общин Словенії. Адміністративним центром є місто Света Ана-в-Словенських Горицах.
Південно-Східна область хребтів засаджена виноградною лозою, плоскі частини, в основному луки і поля, що є сприятливим для сільського господарства.

## Населення
У 2011 році в общині проживало 2335 осіб, 1164 чоловіків і 1171 жінок. Чисельність економічно активного населення (за місцем проживання), 903 осіб. Середня щомісячна чиста заробітна плата одного працівника (EUR), 992.25 (в середньому по Словенії 987.39). Приблизно кожен другий житель у громаді має автомобіль (50 автомобілі на 100 жителів). Середній вік жителів склав 40,6 роки (в середньому по Словенії 41.8). 